# Миколаївка (Шатівський старостинський округ)
Микола́ївка —  село в Україні, у Лозівському районі Харківської області. Входить до складу Лозівської міської громади. Населення становить 260 осіб.

## Географія
Село Миколаївка знаходиться на лівому березі річки Бритай, вище за течією на відстані 3 км розташоване село Смирнівка, нижче за течією на відстані 5 км розташоване село Бритай, на протилежному березі - село Олександрівка.

## Історія
- 1891 - дата заснування.
- До 2018 року орган місцевого самоврядування — Шатівська сільська рада.

## Економіка
- Птахо-товарна ферма.